# Mariya Shkolna
Mariya Shkolna (née le 28 octobre 1997 à Kiev en Ukraine) est une archère ukrainienne, polonaise puis luxembourgeoise. Elle est médaillée d'or championne du monde de tir à l'arc en 2015 dans l'épreuve par équipe féminine de l'arc à poulie.

## Biographie
Mariya Shkolna commence le tir à l'arc en 2009. Les premières compétitions internationales de Mariya Shkolna ont lieu en 2010. Son premier podium mondial est en 2014, alors qu'elle remporte l'or aux championnats junior intérieur de Nîmes à l'individuel femme. Elle remporte l'or aux championnats du monde 2015 sous bannière ukrainienne à l'épreuve par équipe féminine de l'arc à poulie.
Par la suite, elle représente les couleurs polonaises puis luxembourgeoise.
C'est sous les couleurs du Luxembourg que Shkolna remporte une deuxième médaille mondiale séniore lors des championnats de 2023 dans la compétition mixte en compagnie de Gilles Seywert. Lors de la finale de bronze, le duo défait les néerlandais Mike Schloesser et Sanne de Laat. Il s'agit de la première médaille gagnée par le pays lors des championnats du monde.

## Palmarès
- Championnats du monde[1]
  -  Médaille de bronze à individuel femme aux championnats du monde junior 2015 à Yankton.
  -  Médaille d'or à l'épreuve par équipe femme aux championnats du monde 2015 à Copenhague (avec Viktoriya Diakova et Olena Borysenko).
  -  Médaille de bronze à l'épreuve par équipe mixte aux championnats du monde 2023 à Berlin (avec Gilles Seywert).

- Championnats du monde en salle
  -  Médaille d'or à individuel femme aux championnats du monde junior 2014 à Nîmes.

- Championnats d'Europe en salle
  -  Médaille de bronze à l'épreuve par équipe femmes junior aux championnats d'Europe en salle de 2013 à Rzeszów[5].
  -  Médaille de bronze à l'épreuve individuelle femmes junior aux championnats d'Europe en salle de 2015 à Koper.
  -  Médaille d'argent à l'épreuve par équipe femmes junior aux championnats d'Europe en salle de 2015 à Koper.
  -  Médaille d'or à l'épreuve individuelle femmes junior aux championnats d'Europe en salle de 2017 à Vittel.